# Holtzheim
Pour l’article ayant un titre homophone, voir Holzheim.
Holtzheim [ɔltsaim] est une commune française située dans la circonscription administrative du Bas-Rhin et, depuis le 1er janvier 2021, dans le territoire de la Collectivité européenne d'Alsace, en région Grand Est.
Cette commune se trouve dans la région historique et culturelle d'Alsace.

## Géographie
| Achenheim    | Oberschaeffolsheim | Wolfisheim Eckbolsheim |
| Hangenbieten | Holtzheim          | Lingolsheim            |
|              | Entzheim           |                        |

### Hydrographie

#### Réseau hydrographique
La commune est dans le bassin versant du Rhin au sein du bassin Rhin-Meuse. Elle est drainée par la Bruche et le Bras d'Altorf,.
La Bruche, d'une longueur de 77 km, prend sa source dans la commune de Urbeis et se jette  dans l'Ill à Strasbourg, après avoir traversé 37 communes. Les caractéristiques hydrologiques de la Bruche sont données par la station hydrologique située sur la commune. Le débit moyen mensuel est de 8,04 m3/s. Le débit moyen journalier maximum est de 169 m3/s, atteint lors de la crue du 16 février 1990. Le débit instantané maximal est quant à lui de 185 m3/s, atteint le même jour.

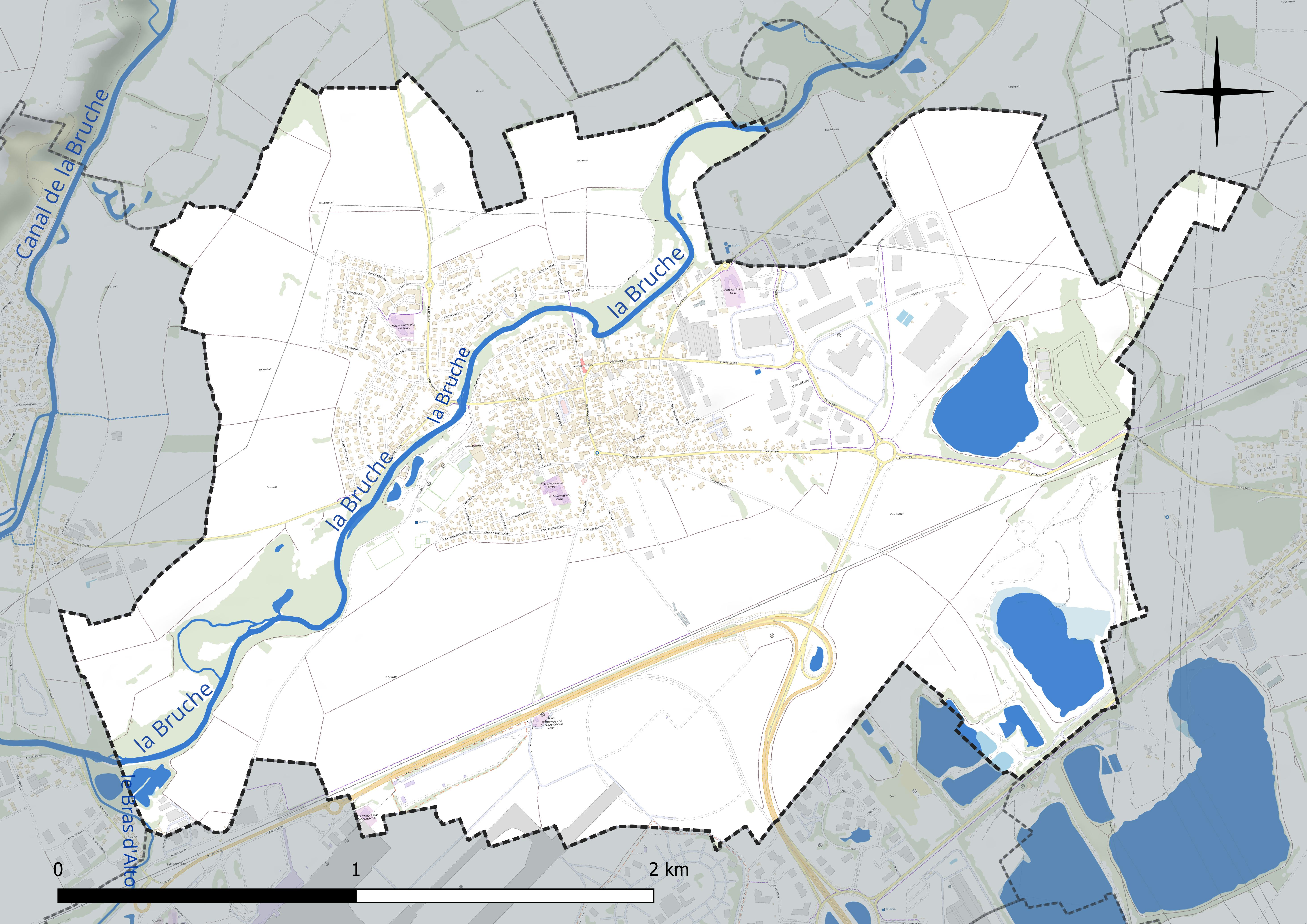
Réseau hydrographique de Holtzheim.

Le Bras d'Altorf, d'une longueur de 13 km, prend sa source dans la commune de Molsheim et se jette  dans la Bruche à Hangenbieten, après avoir traversé huit communes. 

#### Gestion et qualité des eaux
Le territoire communal est couvert par le schéma d'aménagement et de gestion des eaux (SAGE) « Ill Nappe Rhin ». Ce document de planification concerne la nappe phréatique rhénane, les cours d'eau de la plaine d'Alsace et du piémont oriental du Sundgau, les canaux situés entre l'Ill et le Rhin et les zones humides de la plaine d'Alsace. Le périmètre s’étend sur 3 596 km2. Il a été approuvé le 17 janvier 2005. La structure porteuse de l'élaboration et de la mise en œuvre est la région Grand Est. 
La qualité des cours d’eau peut être consultée sur un site dédié géré par les agences de l’eau et l’Agence française pour la biodiversité. 

### Climat
Pour des articles plus généraux, voir Climat du Grand Est et Climat du Bas-Rhin.
En 2010, le climat de la commune est de type climat des marges montargnardes, selon une étude du Centre national de la recherche scientifique s'appuyant sur une série de données couvrant la période 1971-2000. En 2020, Météo-France publie une typologie des climats de la France métropolitaine dans laquelle la commune est exposée à un climat semi-continental et est dans la région climatique  Alsace, caractérisée par une pluviométrie faible, particulièrement en automne et en hiver, un été chaud et bien ensoleillé, une humidité de l’air basse au printemps et en été, des vents faibles et des brouillards fréquents en automne (25 à 30 jours). 
Pour la période 1971-2000, la température annuelle moyenne est de 10,8 °C, avec une amplitude thermique annuelle de 18 °C. Le cumul annuel moyen de précipitations est de 675 mm, avec 8,4 jours de précipitations en janvier et 10,7 jours en juillet. Pour la période 1991-2020, la température moyenne annuelle observée sur la station météorologique de Météo-France la plus proche, « Strasbourg-Entzheim », sur la commune d'Entzheim à 3 km à vol d'oiseau, est de 11,4 °C et le cumul annuel moyen de précipitations est de 635,7 mm. 
La température maximale relevée sur cette station est de 38,9 °C, atteinte le 25 juillet 2019 ; la température minimale est de −23,6 °C, atteinte le 23 janvier 1942,,. 
| Mois                                  | jan.             | fév.             | mars             | avril           | mai             | juin           | jui.           | août           | sep.            | oct.            | nov.             | déc.             | année      |
| ------------------------------------- | ---------------- | ---------------- | ---------------- | --------------- | --------------- | -------------- | -------------- | -------------- | --------------- | --------------- | ---------------- | ---------------- | ---------- |
| Température minimale moyenne (°C)     | −0,2             | 0                | 2,6              | 5,7             | 10,1            | 13,4           | 14,9           | 14,5           | 10,7            | 7,2             | 3,3              | 0,8              | 6,9        |
| Température moyenne (°C)              | 2,5              | 3,6              | 7,4              | 11,3            | 15,5            | 18,9           | 20,6           | 20,3           | 16,1            | 11,5            | 6,3              | 3,3              | 11,4       |
| Température maximale moyenne (°C)     | 5,2              | 7,3              | 12,1             | 17              | 20,9            | 24,4           | 26,4           | 26,1           | 21,6            | 15,8            | 9,4              | 5,9              | 16         |
| Record de froid (°C) date du record   | −23,6 23.01.1942 | −22,3 15.02.1929 | −16,7 04.03.1965 | −5,6 21.04.1938 | −2,4 11.05.1953 | 1,1 02.06.1936 | 4,9 07.07.1961 | 4,8 30.08.1998 | −1,3 27.09.1943 | −7,6 31.10.1950 | −10,8 30.11.1973 | −23,4 23.12.1938 | −23,6 1942 |
| Record de chaleur (°C) date du record | 17,5 10.01.1991  | 21,1 25.02.21    | 26,3 31.03.21    | 30 22.04.18     | 34,6 20.05.22   | 38,8 30.06.19  | 38,9 25.07.19  | 38,7 07.08.15  | 33,4 11.09.23   | 31 13.10.23     | 22,1 18.11.1926  | 18,6 31.12.22    | 38,9 2019  |
| Ensoleillement (h)                    | 555              | 858              | 1 464            | 1 869           | 2 091           | 2 264          | 2 397          | 2 242          | 1 735           | 1 004           | 552              | 442              | 17 473     |
| Précipitations (mm)                   | 35,4             | 34,1             | 38,6             | 41,8            | 77,2            | 68,5           | 71,9           | 61,3           | 54,6            | 59,5            | 47,6             | 45,2             | 635,7      |

| Diagramme climatique                                  |          |             |           |              |              |              |              |              |             |            |            |
| J                                                     | F        | M           | A         | M            | J            | J            | A            | S            | O           | N          | D          |
| 5,2−0,235,4                                           | 7,3034,1 | 12,12,638,6 | 175,741,8 | 20,910,177,2 | 24,413,468,5 | 26,414,971,9 | 26,114,561,3 | 21,610,754,6 | 15,87,259,5 | 9,43,347,6 | 5,90,845,2 |
| Moyennes : • Temp. maxi et mini °C • Précipitation mm |          |             |           |              |              |              |              |              |             |            |            |

Les paramètres climatiques de la commune ont été estimés pour le milieu du siècle (2041-2070) selon différents scénarios d'émission de gaz à effet de serre à partir des nouvelles projections climatiques de référence DRIAS-2020. Ils sont consultables sur un site dédié publié par Météo-France en novembre 2022.

## Urbanisme

### Typologie
Au 1er janvier 2024, Holtzheim est catégorisée ceinture urbaine, selon la nouvelle grille communale de densité à sept niveaux définie par l'Insee en 2022.
Elle appartient à l'unité urbaine de Holtzheim, une unité urbaine monocommunale constituant une ville isolée,. Par ailleurs la commune fait partie de l'aire d'attraction de Strasbourg (partie française), dont elle est une commune de la couronne,. Cette aire, qui regroupe 268 communes, est catégorisée dans les aires de 700 000 habitants ou plus (hors Paris),.

### Occupation des sols
L'occupation des sols de la commune, telle qu'elle ressort de la base de données européenne d’occupation biophysique des sols Corine Land Cover (CLC), est marquée par l'importance des territoires agricoles (61 % en 2018), en diminution par rapport à 1990 (79,4 %). La répartition détaillée en 2018 est la suivante : 
zones agricoles hétérogènes (36,3 %), terres arables (21,5 %), zones urbanisées (15,1 %), zones industrielles ou commerciales et réseaux de communication (12 %), mines, décharges et chantiers (9 %), prairies (3,2 %), eaux continentales (2,9 %). L'évolution de l’occupation des sols de la commune et de ses infrastructures peut être observée sur les différentes représentations cartographiques du territoire : la carte de Cassini (XVIIIe siècle), la carte d'état-major (1820-1866) et les cartes ou photos aériennes de l'IGN pour la période actuelle (1950 à aujourd'hui).

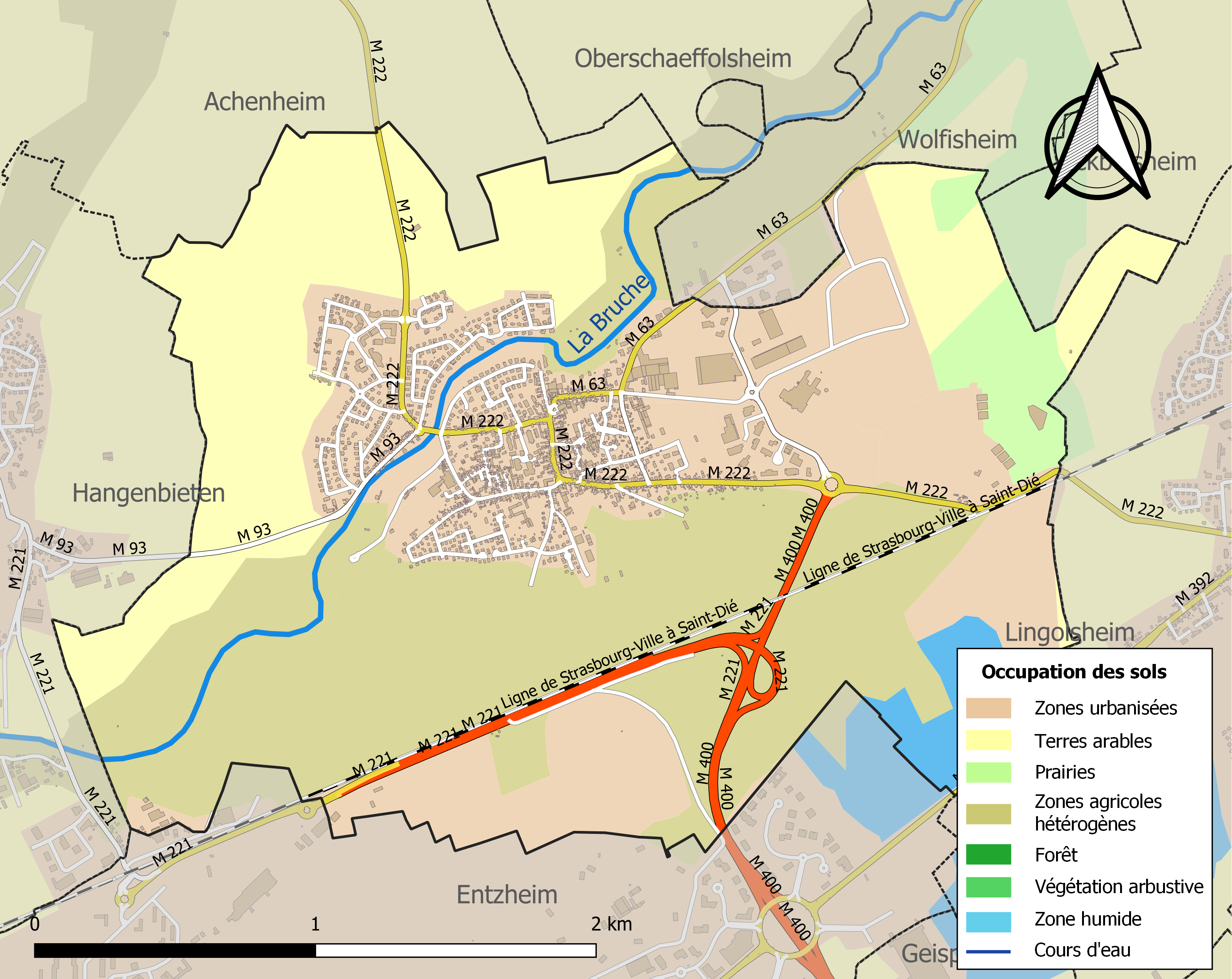
Carte des infrastructures et de l'occupation des sols de la commune en 2018 (CLC).

## Toponymie
Le nom de la localité 
Ce nom signifierait le « village (?) de  la  forêt ».

## Histoire

### Héraldique
| Blason de Holtzheim | Blason  | D'or à la souche d'arbre arrachée de sable. |
| Blason de Holtzheim | Détails |                                             |

## Transports
Holtzheim est desservi par les lignes 209 de Fluo Grand Est, 42, 43 et Flex'hop de la Compagnie des transports strasbourgeois:
| Arrêt                | correspondance              | type d'arrêt                                      | notes                         |  |
| -------------------- | --------------------------- | ------------------------------------------------- | ----------------------------- |  |
| Abattoirs            | ligne 22, 43, Flex'hop      | Arrêt desservi dans les deux sens, arrêt Flex'hop |                               |  |
| À l'aigle            | ligne 209, 22, 43, Flex'hop | Arrêt desservi dans les deux sens, arrêt Flex'hop |                               |  |
| Holtzheim centre     | ligne 209, 22, 43, Flex'hop | arrêt desservi dans les deux sens, arrêt Flex'hop |                               |  |
| Holtzheim Eglise     | ligne 209, 22, 43, Flex'hop | arrêt desservi dans les deux sens, arrêt Flex'hop |                               |  |
| Peupliers            | ligne 209, 22, 43, Flex'hop | arrêt desservi dans les deux sens, arrêt Flex'hop |                               |  |
| Holtzheim Ouest      | ligne 22, 43, Flex'hop      | arrêt desservi dans les deux sens, arrêt Flex'hop | terminus de la ligne 22 et 43 |  |
| ZA Joffre            | ligne 209, Flex'hop         | arrêt desservi dans les deux sens, arrêt Flex'hop |                               |  |
| Rue du Mairie Raedel | ligne 209, Flex'hop         | arrêt desservi dans les deux sens, arrêt Flex'hop |                               |  |
| Holtzheim ZA         | ligne 43, Flex'hop          | arrêt desservi dans les deux sens                 | arrêt partiel de la ligne 43  |  |
| Magnolias            | Flex'hop                    | arrêt Flex'hop                                    |                               |  |
| Roses                | Flex'hop                    | arrêt Flex'hop                                    |                               |  |

## Politique et administration

### Liste des maires
| Période                                  | Période                   | Identité                                 | Étiquette    | Qualité                                                                                               |
| ---------------------------------------- | ------------------------- | ---------------------------------------- | ------------ | --- |
| Les données manquantes sont à compléter. |                           |                                          |              | |
| ca. 1845                                 |                           | Sébastien Debes                          |              | |
| 1848                                     | 1859                      | Laurent Heitz                            |              | |
| ca. 1860                                 |                           | Théodore Saglio                          |              | |
| Les données manquantes sont à compléter. |                           |                                          |              | |
| 1918                                     | 1935                      | Charles Ehret                            |              | |
| 1935                                     | 1944                      | Joseph Graff                             |              | |
| 1944                                     | 1971                      | Joseph Raedel                            |              | |
| Les données manquantes sont à compléter. |                           |                                          |              | |
| mars 1977                                | mars 1989                 | Raymond Raedel                           |              | |
| mars 1989                                | mars 2014                 | André Stoeffler                          | RPR puis MPF | Directeur de banque retraité, maire honoraire                                                         |
| mars 2014                                | En cours (au 31 mai 2020) | Pia Imbs Réélue pour le mandat 2020-2026 | SE-DVC       | Maitresse de conférences en sciences de gestion Présidente de l’Eurométropole de Strasbourg (2020 → ) |

## Démographie
L'évolution du nombre d'habitants est connue à travers les recensements de la population effectués dans la commune depuis 1793. Pour les communes de moins de 10 000 habitants, une enquête de recensement portant sur toute la population est réalisée tous les cinq ans, les populations de référence des années intermédiaires étant quant à elles estimées par interpolation ou extrapolation. Pour la commune, le premier recensement exhaustif entrant dans le cadre du nouveau dispositif a été réalisé en 2008.

En 2022, la commune comptait 3 890 habitants, en évolution de +7,55 % par rapport à 2016 (Bas-Rhin : +3,17 %, France hors Mayotte : +2,11 %).
| 1793 | 1800 | 1806 | 1821 | 1831 | 1836 | 1841 | 1846 | 1851 |
| ---- | ---- | ---- | ---- | ---- | ---- | ---- | ---- | ---- |
| 536  | 525  | 634  | 733  | 830  | 880  | 894  | 919  | 974  |

| 1856 | 1861 | 1866 | 1871  | 1875 | 1880 | 1885 | 1890  | 1895  |
| ---- | ---- | ---- | ----- | ---- | ---- | ---- | ----- | ----- |
| 944  | 951  | 970  | 1 012 | 996  | 984  | 980  | 1 030 | 1 043 |

| 1900  | 1905  | 1910  | 1921  | 1926  | 1931  | 1936  | 1946  | 1954  |
| ----- | ----- | ----- | ----- | ----- | ----- | ----- | ----- | ----- |
| 1 043 | 1 208 | 1 143 | 1 127 | 1 164 | 1 236 | 1 279 | 1 315 | 1 424 |

| 1962  | 1968  | 1975  | 1982  | 1990  | 1999  | 2006  | 2008  | 2013  |
| ----- | ----- | ----- | ----- | ----- | ----- | ----- | ----- | ----- |
| 1 673 | 1 922 | 2 097 | 2 082 | 2 292 | 2 750 | 2 974 | 3 038 | 3 584 |

| 2018  | 2022  | - | - | - | - | - | - | - |
| ----- | ----- | - | - | - | - | - | - | - |
| 3 696 | 3 890 | - | - | - | - | - | - | - |

## Jumelage
La ville de Holtzheim est jumelée avec :
- Willstätt (Allemagne) depuis le 21 juin 2017.

## Lieux et monuments
- L'église Saint-Laurent[26] et son orgue due à Nicolas Boulay.

- Gare de Holtzheim.

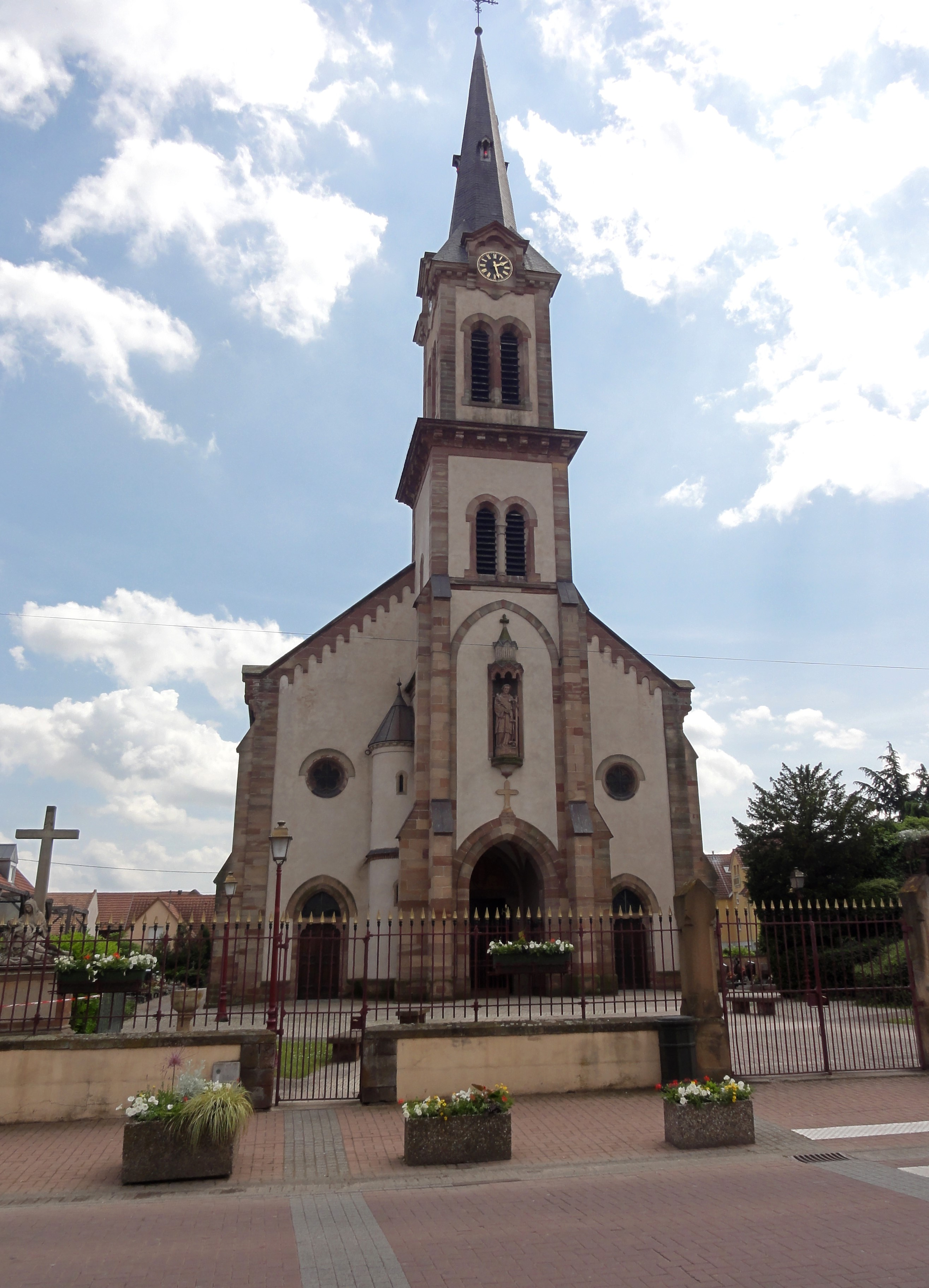
Église Saint-Laurent.
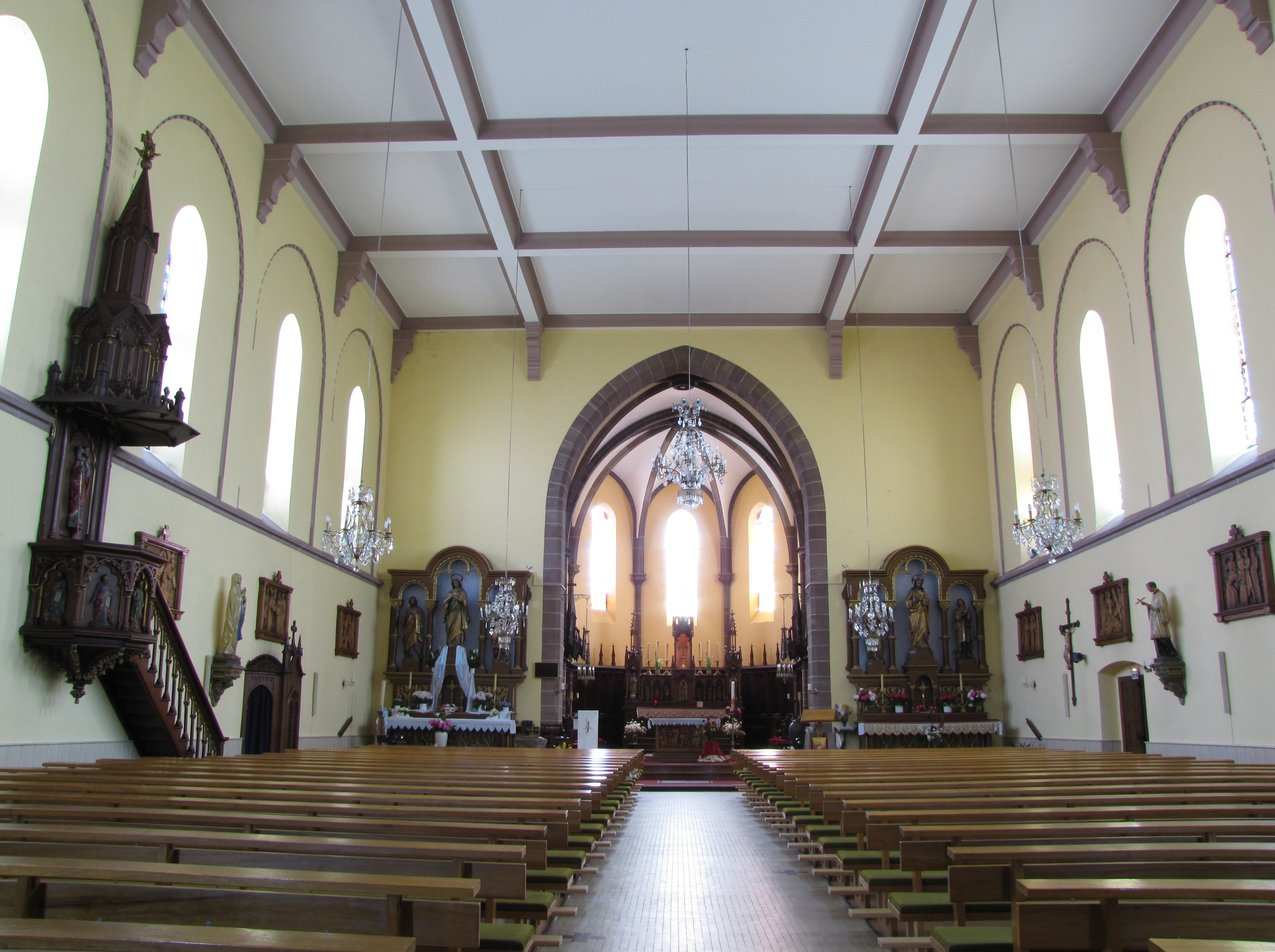
Vue intérieure de la nef vers le chœur.
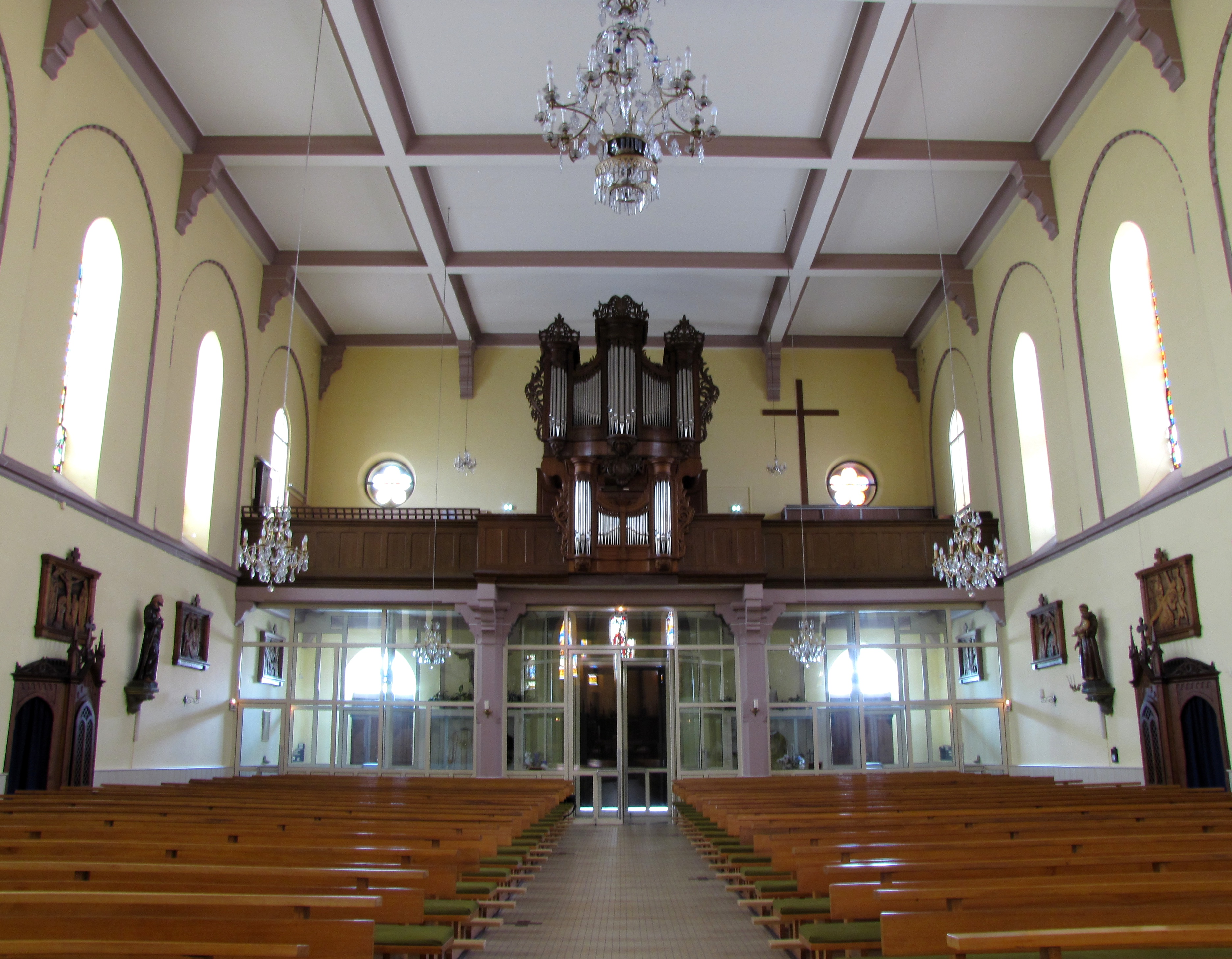
Vue intérieure de la nef vers la tribune d'orgue.
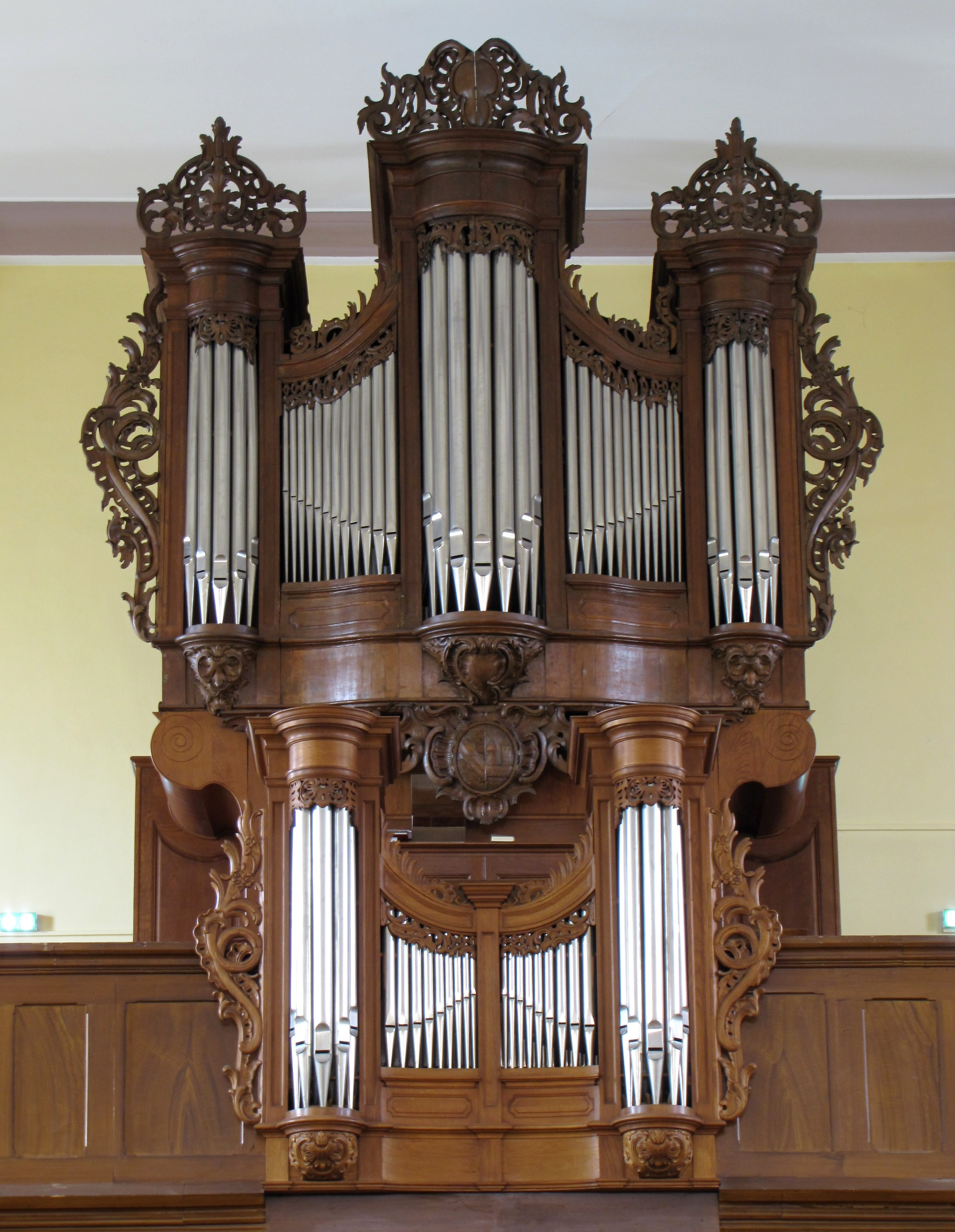
Orgue Boulay (1757).
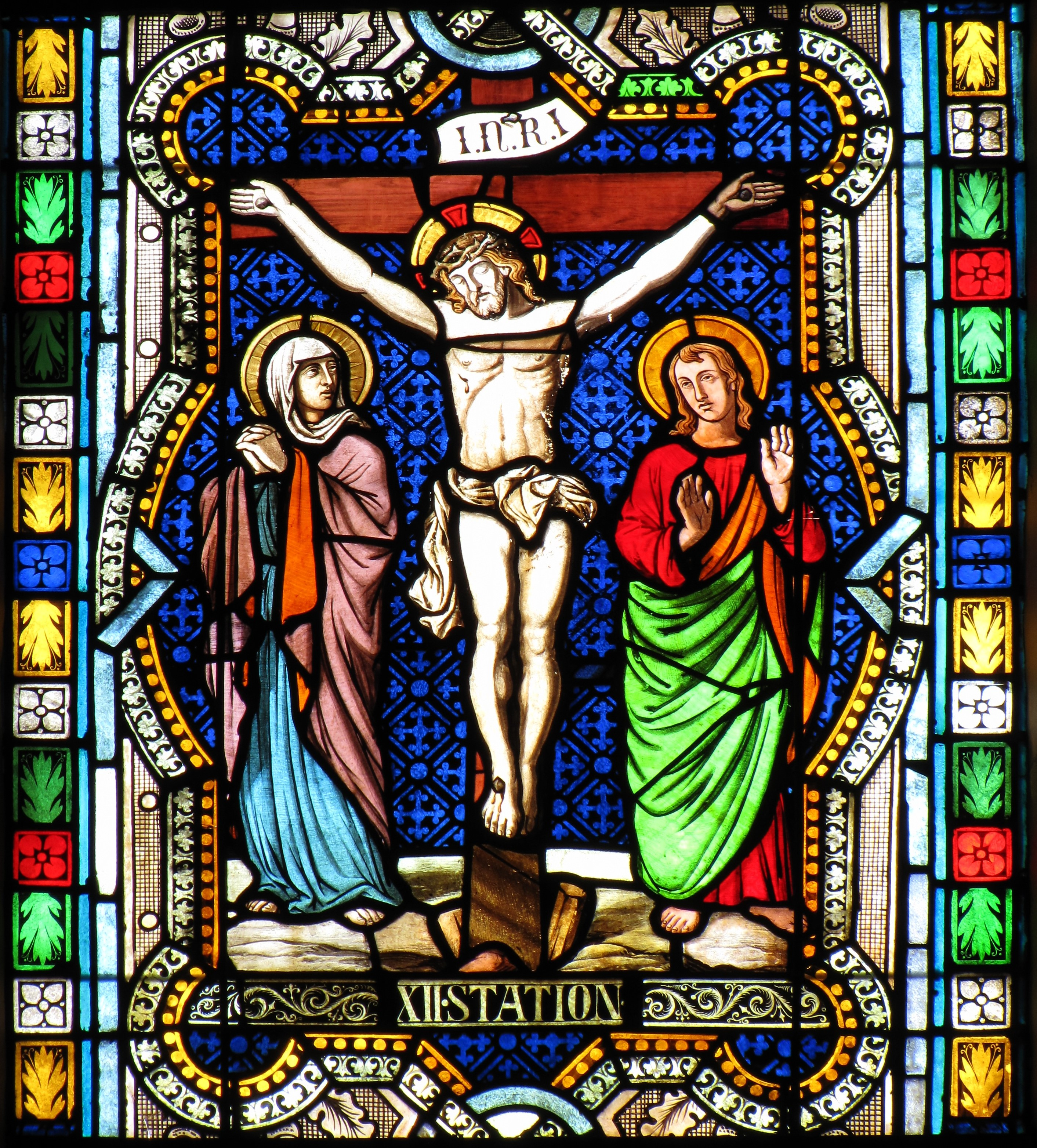
Verrière ex-voto : Passion du Christ (1867).
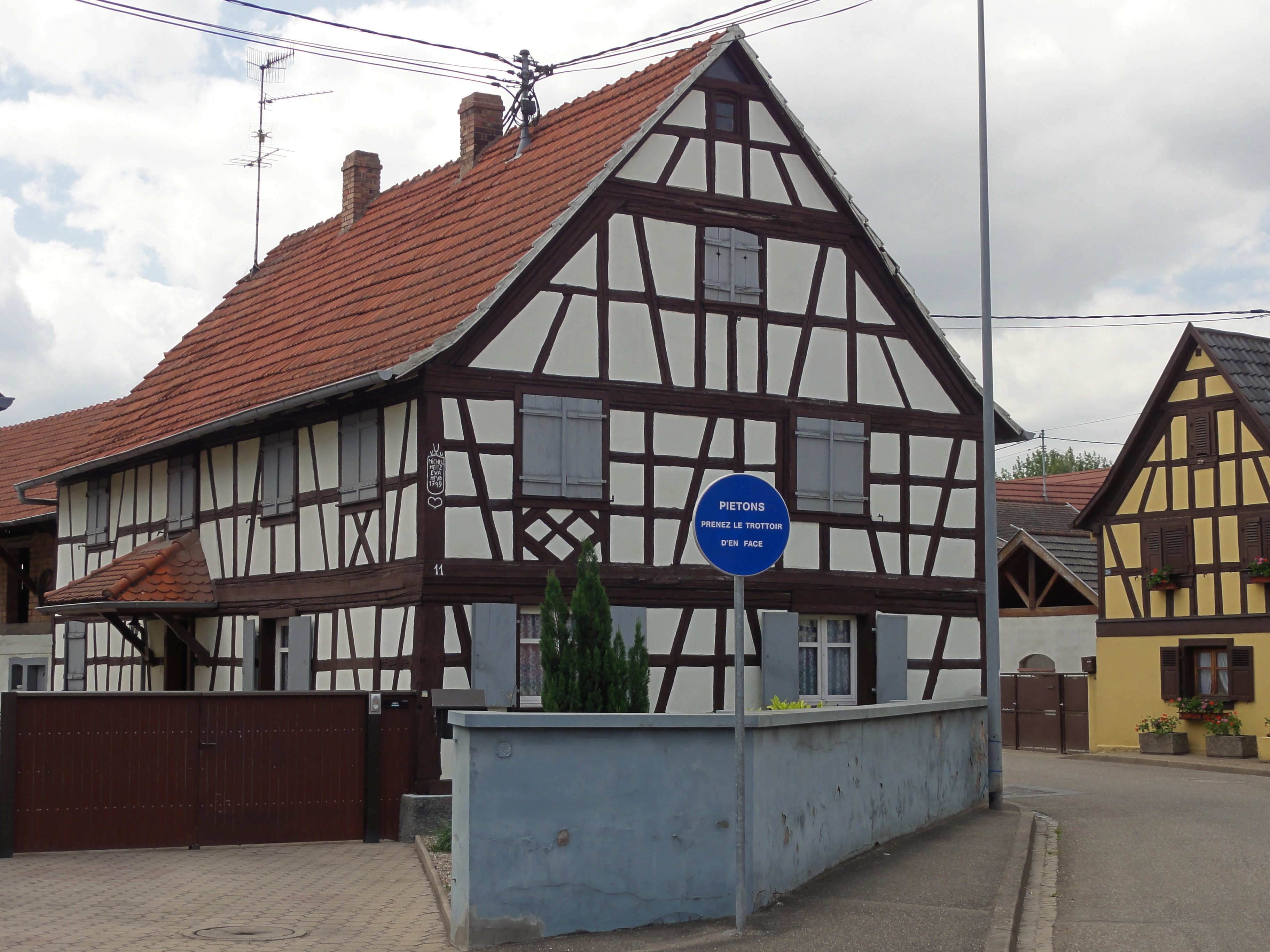
Ferme (1803), 11 rue de l'Angle.
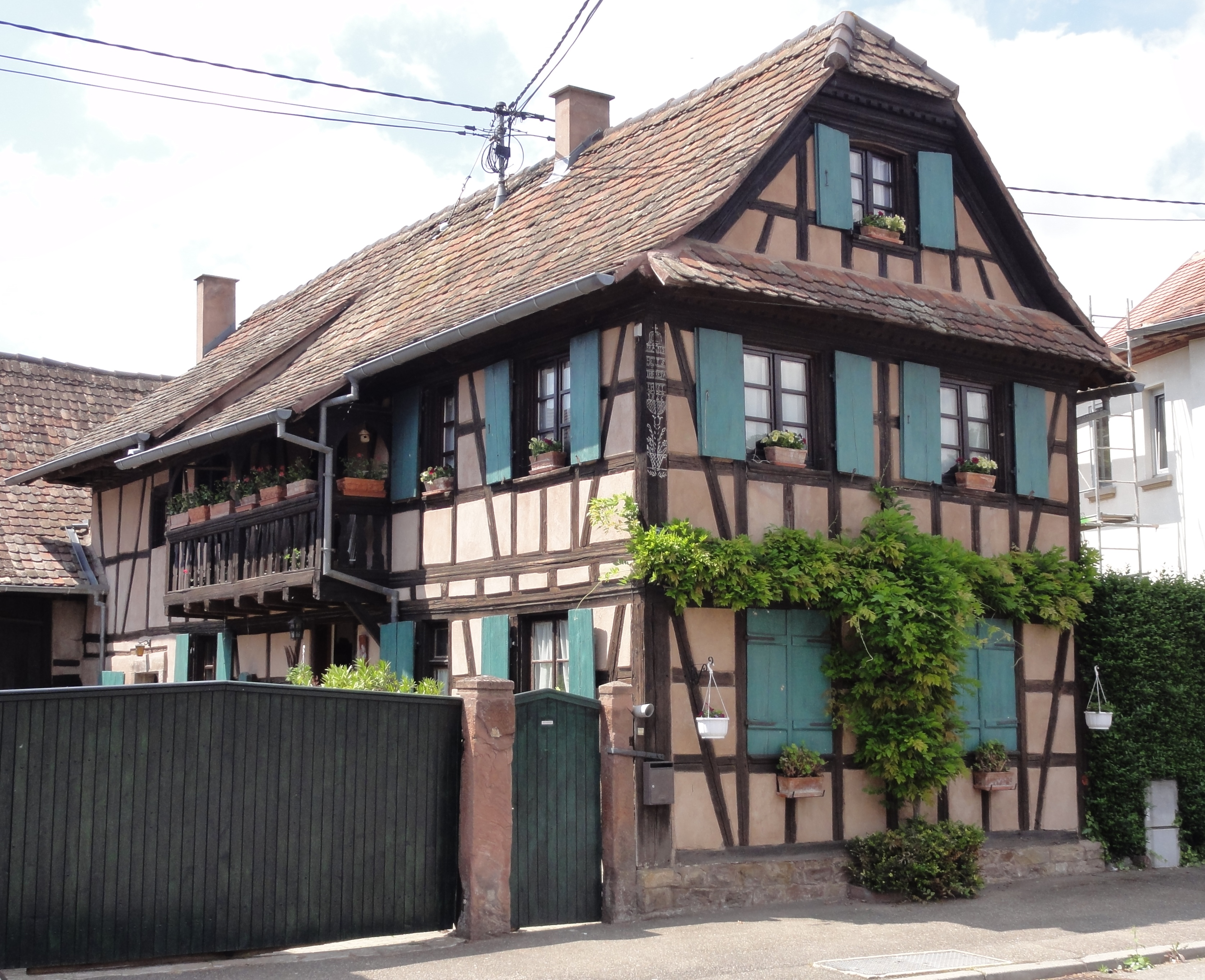
Ferme (1816), 7 rue des Sœurs.

## Personnalités liées à la commune
- André Bord (1922-2013), résistant et ancien ministre, citoyen d’honneur de la commune.